# Grenadinen

Karte der Grenadinen

Die Grenadinen (engl. Grenadines) sind eine grenzüberschreitende Inselkette zwischen den Inseln St. Vincent und Grenada und gehören geographisch zu den Inseln über dem Winde und damit zu den Kleinen Antillen. Sie liegen zwischen dem Karibischen Meer im Westen und dem Atlantik im Osten. Ihre nördlichen Inseln gehören politisch zu St. Vincent und die Grenadinen, ihre südlichen zu Grenada.
Zu den Grenadinen zählen folgende bewohnte Inseln: Bequia, Canouan, Mayreau, Mustique, Palm Island, Petit St. Vincent, Union Island, Young Island (alle zum Staat St. Vincent und die Grenadinen) sowie Petite Martinique und Carriacou (beide zum Staat Grenada).
Neben diesen Inseln gibt es eine Vielzahl von kleineren, unbewohnten Inseln (unter anderem Petite Nevis, Isle à Quatre, Battowia, Baliceaux, Petite Mustique, Rabbit Island, Pigeon Island, Samples Cay, Savan Island, Petit Canouan und Tobago Cays).